# Hiccoda eccausta
Hiccoda eccausta är en fjärilsart som beskrevs av George Francis Hampson 1910. Hiccoda eccausta ingår i släktet Hiccoda och familjen nattflyn. Inga underarter finns listade i Catalogue of Life.